# 音速小子 (動畫)
音速小子(Sonic the hedgehog : TV series)為美國DIC Entertainment製作的電視動畫，是繼音速小子顯神通(Sonic underground)和音速小子卡通之後另一部美國音速小子卡通的代表巨作。音速小子歷險記(Adventure of sonic the hedgehog)、音速小子(Sonic the hedgehog:SatAM)、音速小子顯神通(Sonic underground)、音速小子CD(Sonic CD也稱為sonic OVA)、音速小子X(SonicX)，五作中只有CD與X是日本作品。
故事有繼承AOSTH的內容為藍本延續，因此也有許多人會拿AOSTH來和此影集互相比較。因為不管在世界何地或何時播放，一定會固定在每個星期六的早上播放一集，因此也被美國人稱為「Saterday AM」簡稱「SatAM」或「Sonic the hedgehog:SatAM」，然而，由於影片的英文和遊戲的英文一模一樣，為了區分遊戲和影片，大家都習慣稱之SatAM，遊戲為sonic the hedgehog。

## 故事劇情介紹
故事劇情上比AOSTH上還更多冒險性、刺激性和黑暗性，但仍然是以適合小朋友的層次為主，只是在青少年層也頗受歡迎，至今雖然已經停播，但仍然有許多人會在網路上觀賞影片以回憶童年，故事是發生在一個名為莫比耶斯(Mobius)的星球上，有一個快樂、和平的大帝國─莫比耶斯帝國(Mobius)上面住著許多有類似動物造型的居民，各各都和自然和平相處，而也有許多人居住在一些特定的大城市裡，其中帝國以君主立憲體制為主，首都為最大的城市─莫伯特伯爾(Mobotropolis)並且人民效忠著埃爾科隆皇室家族(Acorn house)，當時的皇帝為麥克斯米利‧埃爾科隆(King Maximilian Acorn)。
當初帝國以前曾經發生過偉大戰役(great war)為莫比耶斯第一次世界大戰，導火線為人類問題，因為人類在造訪此星球之後，長期以來都一直有和此地居民互動，但後來發生了衝突最後演變成大戰，其中，人類聯邦軍隊中的高級官員─埃佛家族(Ivo house)的朱利安‧坎特伯爾因為對於莫比耶斯人民的同情，而叛逃了軍隊加入埃爾科隆的陣營，他以他自己的高超智慧和過人的功績取得了軍事領導權，創造出高智慧型自主行為戰鬥機器人──強械兵(SWATbot)，同時為國防科技提供偉大貢獻，最後他成功的擊退了人類軍閥，並以和談結束了偉大戰役，因為他的功勞使的皇帝對他極信任，並任命他成為行政內閣院署國防部部長兼三軍統領大元帥的職位。
但是雖然他極有功，卻野心極大，也很希望能得到足夠的報酬，這使得他原本對皇帝的效忠最後越來越不滿，後來在一次行動中為了保護皇帝，在火箭攻擊中他挺身拯救麥克斯王，卻也失去了雙眼和耳朵，腦部也受損，從此只能靠機器來接受聽覺和視覺，並且無法生頭髮，同時它的心神也逐漸的喪失理智，開始往黑暗的深淵走去。
過了不久，皇帝和國會達成共識，決定要裁減國防支出，並且回收許多強械部隊，此舉令朱利安大不滿，因此和他的姪子─史迪利(Snively)終於發動軍事政變，將皇帝驅逐，消滅許多皇室成員，強力解散國會和內閣成立共和專制體制，並且以自己為最高首領，他將整個莫伯特伯爾以及許多地方大量工業化，形成許多個重工業都市，大興土木，毀滅自然生態，並且抓走了所有的市民將他們生物機械化(robotnize)變成機器人以抵制任何反抗行動，而朱利安也自名為蛋頭博士(Dr.Ivo Julian Kintobor Robotnik，簡稱：Julian Robotnik或Dr.Robotnik，台灣配音版翻譯成「機械王博士」)莫比耶斯帝國的和平和快樂被徹底的荼毒，皇室被驅散，皇帝行蹤也消失。
僥倖逃過一劫的市民集結起來，在世界各地還未被征服之地組成一個個的地下游擊組織，稱為自由革命黨(freedom fighter)要和蛋頭博士的暴政對抗，恢復莫比耶斯帝國，其中，以位於南方格瑞特森林(Great forest)的一個極為隱密的盆地─納特霍爾(Knuthole)的自由革命黨勢力最大，由於地區極為隱密而且地形不明，因此蛋頭博士長期以來視此為眼中釘，並要把這地方給找到，後來在一次納特霍爾的游擊行動失敗，部隊首領被抓去機械化，於是納特霍爾的革命黨新繼任領導者──埃爾科隆皇室嫡系長女─莎莉‧埃爾科隆公主，以及部隊前敵司令─索尼克(Sonic the hedgehog)他們領導著自由革命黨，要繼續完成復興帝國的行動，並推翻蛋頭博士的暴政。

## 人物介紹
- (Sonic the hedgehog)／台灣配音:馮友薇

納特霍爾自由革命黨的前敵作戰指揮總司令，是整個自由革命黨中最主要的武力將領，一隻藍色的刺蝟，豪爽魯莽，充滿正義感和積極的思想，同時願意對許多需要幫助的人伸出援手，缺點是驕傲自大、一意孤行、我行我素、目中無人，甚至有時有其自私的一面，最喜歡吃辣味熱狗，對於緩慢的任何事物都難以忍受，連走路都不例外，喜歡嘲笑對方為「慢烏龜(slow mood)」。
會利用自己的速度和旋轉成切輪的特性攻擊強械軍警部隊，而每次執行游擊任務時都會帶著一個「能源光環(power ring)」能夠給予他的身體強大動能以增強速度，能源光環是在格瑞特湖泊(great lake)湖底放置的一個機器所製造的產物，每個機器每隔二十四小時便能生產一個，每天清晨和中午都能固定拿到一枚，使用一次即沒用，必須回收機器內重新製作，而這能源光環是索尼克的叔叔查爾斯爵士發明的，並且只有索尼克能使用其能力，可讓他的速度從只有次音速變成超音速。
口頭禪是「我要火力全開(I'm juice in!)」「咱們全力以赴！(let's do it to it!)」其中「咱們全力以赴」這句話一直以來都是納特霍爾自由革命黨的象徵性團結口號。
- 莎莉‧埃爾柯隆(Sally Acorn)／台灣配音:方雪莉、蔣篤慧（代配）

全名為莎莉‧艾利卡‧埃爾科隆(Sally Alicia Acorn)是納特霍爾自由革命黨第二任最高領導元帥，為莫比耶斯帝國埃爾科隆皇室的嫡系公主，是個文武雙全、頗有巾幗之風的女子，但卻也極富女孩子的柔情和細心，有著憂國憂民的胸懷和豐富的學問知識，在納特霍爾裡充當最高領導者兼部隊參謀總長的地位，是一隻花栗鼠和松鼠的混種，並頃向於花栗鼠的物種性狀，缺點是挑三揀四、喜歡嘮叨而且在某些情況下會優柔寡斷。
她是這部劇情中的女主角（只有美國設定上是）經常可以看到她和索尼克一起行動，而且不論何時索尼克總是緊緊抱著她在懷中保護，因此也形成了神鵰俠侶的佳人形象，是Sonic的女朋友（日版未認可）但很多時候都受不了他男友粗枝大葉、做事莽撞、驕傲自大等的個性，身上隨時都會帶著一個名為Nicole的人工智慧微型萬能電腦，在漫畫中，二十五年後他和索尼克結婚，兩人共同繼位了皇室，並養育了一對子女，家庭生活幸福美滿。後來在因為KenPenders訴訟事件之後，這些未來支線全數刪除
- 半機械兔邦妮(Bunnie the rabbit)／台灣配音:王中璇

一隻棕色可愛的兔子，右耳總是垂下來的，她因為在青年的時候被蛋頭博士抓去機械化，但是機械化的機械失靈，後來她被救出，於是她的整隻左手臂和雙腳都是機械，卻也意外的讓她擁有比其他人還更強大的功能和力量，在漫畫的版本中，她的功能更是多元，個性和說話的口音都是屬於美國德克薩斯、密西西比州...等南方地區的模式，因此有點類似法國人，且會對對方有較親攏的稱呼，像是她會叫索尼克「甜心蝟(sugarhog)」會叫莎莉「莎莉小姐(Sally girl)」叫其他人也通常是「hon」或「sugar」這些用語。
個性是十分獨特的美國南方典型代表，有些天真、好心婆婆型的女孩，但是到危險的時候總是能有驚人的表現，也是因為她的機械給她的方便，在漫畫中比較成熟後的邦妮戴了頂牛仔帽，頭髮也變成金色、比較修長，動畫及漫畫中曾經短暫讓機械化的四肢復原為肉體過，但沒多久後又變回了機械。
雖然在電視影集中完全沒有預兆，漫畫中她最後和安東尼‧庫列特結婚，其羅曼史也是許多影迷津津樂道的，二十多年後孕育了一對兒女。
- 安東尼‧庫列特(Antoine D'Coolette)／台灣配音:李香生

一隻棕色的狐狸，身上穿的軍服是其特色，頭頂上還有一小撮的毛髮，是法國人，十足法國的個性和語調，口音也是法國腔，在電視影集中他的姓叫做狄帕爾尤(Depardieu)，個性十分的膽小怕事、阿諛奉承、貪生怕死、糊裡糊塗又喜歡吹牛，但卻福星高照、彬彬有禮、做事十分有準則、擁有較高級的品味，他和索尼克是勁敵，為了爭奪莎莉而爭風吃醋，然而在漫畫中他和邦妮熱戀著，通常自由革命黨在執行許多任務時，都會被他搞砸，但是偶爾到後來卻又意外的因為他而莫名其妙的回到軌道上，然而在事情結束後他總是毫不臉紅的自賣自誇，可算是自由革命黨中的一個丑角。
相反的在漫畫中，他的顏色深了許多，而且多了一個特色─ 使得一手好劍術，同時個性也有了很大的轉變，成了一名沉穩、有遠謀、英雄氣概且極富騎士精神的大將，和索尼克的莽撞戰士形成強烈的對比，他後來和邦妮結婚，生活幸福美滿，並在二十多年後孕育了一對兒女，據說他們在那時已經退伍了。
- 塔爾斯‧麥爾斯‧鮑爾(Tails Miles Power)／台灣配音:王瑞芹

黃色的二尾小狐狸，十歲的小男生，其造型仍然是以AOSTH的樣子為主，只是配音已經不同，在這裡他仍然是索尼克的搭檔，只是搭檔的地位沒有像莎莉那樣的高，因為其嬌小可愛、天真活潑的樣子，吸引了成千上萬的影迷，仍不下於AOSTH，是個天真、活潑、喜歡撒嬌的小男生，他小時後被索尼克和莎莉扶養長大，十分尊敬他們，甚至稱莎莉為「莎莉阿姨(Aunt Sally)」雖然他偶爾也會稱邦妮叫阿姨，最令人矚目的是莎莉總是會在塔爾斯睡覺前給他額頭或是鼻子親吻，那是北美習俗，長輩在孩子的額頭、臉頰或鼻子親吻，通常是在睡覺前用的。
擁有高超的智力和理解力，因此很快的也加入了自由革命黨的行列(第二十四集：德魯漢治威(Drood Henge)的時候)，也還會使用兩條尾巴飛翔的功能，在漫畫中，他是最不穩定的角色，地位時常都有任何的變動。（美版卡通設定的關係 大致上就是被莎莉佔去職位）
在二十多年後和名歌星米娜‧萌古斯(Mina Mongoose)結婚，她是只有在漫畫裡出現的角色，孕育了一對姐弟，生活也是幸福美滿，但是對於此婚姻，由於完全沒有任何預兆，因此也引起了影迷們許多的懷疑和討論。
- 朱利安‧坎特伯爾(Julian Robotnik)/機械王博士/蛋頭博士(Dr.Robotnik)／蛋雄博士／台灣配音:胡大衛

原為人類聯邦軍隊中的高級官員，後投靠莫比耶斯帝國。野心勃勃，對麥克斯米利皇帝篡位後，將莫比耶斯帝國搞得烏煙瘴氣，成就一個冷酷、無情的機械王國。將自由鬥士（自由革命黨）視為眼中釘，更視音速小子為頭號宿敵，一直處心積慮想摧毀其根據地─納特村。
- 史迪利(Snively)／台灣配音:孫中台→李香生
- 查克(Chuck the Hedgehog)／台灣配音:孫中台

音速小子索尼克的叔叔，被蛋頭博士機械化行屍走肉，後來在威力圈的力量下短暫恢復意識，最後藉助威力圈的力量和自身意志力成功恢復記憶。